# Кинх, Свенн
Свенн Карл Якоб Кинх (дат. Svend Karl Jacob Kinch; 26 ноября 1892 — 1 октября 1954) — датский шахматист и юрист. Серебряный призёр первого официального чемпионата Дании, прошедшего в 1922 году.

## Юридическая карьера
Окончил юридический факультет Копенгагенского университета (1918). Преподавал земельное право в Королевской высшей школе ветеринарии и сельского хозяйства (с 1929 года). Одновременно с 1932 года чиновник министерства сельского хозяйства.
Автор книги «Датское земельное право» (дат. Den Danske landboret; 1941, совместно с Флеммингом Тольструпом), сочетавшей элементы учебника для юристов и практического справочника и получившей высокую оценку современников.

## Шахматная карьера
Гроссмейстер А. И. Нимцович в примечаниях к своей партии с Кинхом из турнира северных стран 1924 г., помещенной в книге «Шахматная блокада», дал высокую оценку классу игры Кинха, назвав его «отличным молодым маэстро» и отметив «тонкий маневр для уничтожения неприятельского центра».

### Спортивные результаты
| Год  | Город      | Соревнование          | + | − | = | Результат | Место |
| ---- | ---------- | --------------------- | - | - | - | --------- | ----- |
| 1922 | Копенгаген | Чемпионат Дании       | 4 | 2 | 1 | 4½ из 7   | 2—3   |
| 1924 | Копенгаген | Чемпионат Копенгагена |   |   |   |           |       |
|      | Копенгаген | Турнир северных стран |   |   |   |           | [ 6 ] |